# Hiroaki Okuno
Hiroaki Okuno (født 14. august 1989) er en japansk fodboldspiller.
Han har spillet for flere forskellige klubber i sin karriere, herunder Vegalta Sendai og V-Varen Nagasaki.